# Chersotis cyrnea
Chersotis cyrnea är en fjärilsart som beskrevs av Arnold Spuler 1908. Chersotis cyrnea ingår i släktet Chersotis och familjen nattflyn. Inga underarter finns listade i Catalogue of Life.